# Noel Kelehan
Noel Kelehan (né le 26 décembre 1935 à Dublin, mort le 6 février 2012 à Dublin) est un musicien irlandais, ancien chef d'orchestre du RTÉ Concert Orchestra et ancien directeur musical de Raidió Teilifís Éireann.

## Biographie
Pianiste de jazz, il est surtout connu pour avoir dirigé de nombreuses participations irlandaises au Concours Eurovision de la chanson, de 1966 à 1998. Il dirige les cinq victoires irlandaises, en 1980, 1987, 1992, 1993 et 1996. En 1994, la chanson gagnante est interprétée sans accompagnement orchestral. Cependant, une entrée classée deuxième cette année-là, To nie ja! interprétée par Edyta Górniak pour la Pologne, est dirigée par Kelehan. Il dirige aussi pour la Bosnie-Herzégovine en 1993. Au total, Kelehan dirige 29 fois à l'Eurovision, dont 24 pour l'Irlande. En 1999, après la retraite de Kelehan, l'utilisation d'un orchestre au Concours Eurovision de la Chanson cesse.
Kelehan prend part à la production de disques à son actif ; plus particulièrement, avec le Noel Kelehan Quintet, il enregistre l'album Ozone en 1979. En 1984, il écrit les arrangements de cordes pour l'album d'U2 The Unforgettable Fire.
Il meurt d'une longue maladie.